# Coniochaeta multispora
Coniochaeta multispora är en svampart som tillhör divisionen sporsäcksvampar, och som beskrevs av Roy Franklin Cain. Coniochaeta multispora ingår i släktet Coniochaeta, och familjen Coniochaetaceae. Arten är reproducerande i Sverige.